# Henbury, Cheshire
Henbury är en ort och en civil parish i Storbritannien.   Dem ligger i kommunen Cheshire East i riksdelen England, i den södra delen av landet, 240 km nordväst om huvudstaden London.